# Liga 3 2024-2025
La Liga 3 2024-2025 è la quarta edizione del campionato di calcio portoghese di terza divisione. Iniziata il 7 agosto 2024, terminerà nel maggio 2025 con il playoff di ritorno per determinare chi sfiderà la 16ª classificata di Segunda Liga 2024-2025, e con la finalissima per determinare il campione di categoria. Le 20 squadre saranno divise in due gruppi da 10 secondo una ripartizione geografica. Per questa edizione sono previste 4 retrocessioni.

## Formato
La competizione si svolge con una prima fase con gironi all'italiana, per poi proseguire, in base al posizionamento di ciascuna squadra, con le fasi di promozione e retrocessione. Alla terza fase accedono i 2 vincitori dei gironi di Promozione (comunque già promossi in Segunda Liga 2025-2026) per determinare il campione di categoria, e i 2 secondi classificati dei gironi di promozione, che si sfidano in un playoff e la squadra vincente affronterà la 16ª classificata di Segunda Liga 2024-2025. La vincente di questo incontro acquisirà il titolo per iscriversi alla Segunda Liga 2025-2026, dando luogo ad una terza promozione, in caso a vincere sia la squadra proveniente dalla terza fase di Terceira Liga, o ad una salvezza, in caso a vincere sia la 16ª classificata di Segunda Liga.
Prima fase

Si disputano con girone all'italiana di andata e ritorno i due gironi, al termine del quale le squadre classificate ai primi quattro posti accedono alla fase successiva di Promozione e gli ultimi 6 accedono alla fase Retrocessione.
Seconda Fase
Gruppo Promozione

Le otto squadre accedono ad un girone finale da 8 squadre, che si sfidano in gare di andata e ritorno. Le prime due squadre classificate sono automaticamente promosse in Segunda Liga, mentre la terza sfida la squadra classificata al 16º posto della Segunda Liga per aggiudicarsi l'ultimo posto disponibile.
Gruppo retrocessione
Le squadre classificate dal 5º al 10º posto durante la prima fase vengono suddivise in 2 gironi da sei squadre, che si sfidano in gare di andata e ritorno. In base al loro posizionamento nella prima fase, vengono assegnati dei punti di partenza, a partire dai 5ª classificati a cui ne spettano 6 fino ad arrivare ai 10ª classificati a cui ne spetta 1. Le 4 squadre che si classificano agli ultimi due posti dei due gironi vengono retrocesse nel Campeonato de Portugal. In questa fase, le squadre vengono divise nei due gironi, chiamati Serie 1 e Serie 2, secondo una ripartizione geografica.

## Squadre
A sostituire Uniao Leiria e Belenenses, promosse in Segunda Liga al termine dell'edizione precedente, e Vilaverdense, promosso dopo lo spareggio contro il Belenenses SAD, 16º classificato dello stesso campionato, vi sono le retrocesse Trofense e Covilhã, mentre le retrocesse dalla Terceira Liga 2022-2023 São João de Ver, Montalegre, Paredes, Vitória Guimarães B, Vitória Setúbal, Real, Fontinhas e Moncarapachense vengono sostituite dalle neo-promosse Atlético CP, Vianense, Lusitânia Lourosa e 1º Dezembro.
Il titolo sportivo del Belenenses SAD è stato trasferito al Cova da Piedade per effetto di fusione societaria ma, il 13 luglio, la Federazione portoghese rende noto che il Cova da Piedade non ha ottenuto la licenza necessaria per disputare il campionato, venendo rimpiazzato dal Pêro Pinheiro, riportando il totale a 20 squadre.

## Partite

### Prima Fase
Nella prima fase, le 20 squadre sono divise in due raggruppamenti da 10, in base a criteri geografici.

#### Raggruppamento Nord
| Pos. | Squadra         | Pt | G  | V  | N | P  | GF | GS | DR  |
| ---- | --------------- | -- | -- | -- | - | -- | -- | -- | --- |
| 1.   | Varzim          | 35 | 18 | 11 | 2 | 5  | 26 | 20 | +6  |
| 2.   | Lourosa         | 33 | 18 | 10 | 3 | 5  | 22 | 14 | +8  |
| 3.   | Fafe            | 31 | 18 | 9  | 4 | 5  | 24 | 20 | +4  |
| 4.   | Amarante        | 30 | 18 | 9  | 3 | 6  | 16 | 11 | +5  |
| 5.   | Braga B         | 27 | 18 | 6  | 9 | 3  | 19 | 13 | +6  |
| 6.   | Trofense        | 26 | 18 | 7  | 5 | 6  | 21 | 18 | +3  |
| 7.   | São João de Ver | 23 | 18 | 6  | 5 | 7  | 27 | 27 | 0   |
| 8.   | Anadia          | 22 | 18 | 6  | 4 | 8  | 23 | 28 | -5  |
| 9.   | Sanjoanense     | 12 | 18 | 2  | 6 | 10 | 17 | 28 | -11 |
| 10.  | Vilaverdense    | 8  | 18 | 1  | 5 | 12 | 11 | 27 | -16 |

Legenda:
      Ammesso al Gruppo Promozione.
      Ammesso al Gruppo Retrocessione.
Note:
Regolamento:
Tre punti a vittoria, uno a pareggio, zero a sconfitta.
In caso di arrivo di due o più squadre a pari punti, la graduatoria verrà stilata secondo la classifica avulsa tra le squadre interessate che prevede, in ordine, i seguenti criteri:
- Punti negli scontri diretti;
- Differenza reti negli scontri diretti;
- Differenza reti generale;
- Reti realizzate in generale;
- Numero di vittorie;
- Gol fatti.

#### Raggruppamento Sud
| Pos. | Squadra            | Pt | G  | V  | N | P | GF | GS | DR  |
| ---- | ------------------ | -- | -- | -- | - | - | -- | -- | --- |
| 1.   | Atlético CP        | 33 | 18 | 10 | 3 | 5 | 26 | 14 | +12 |
| 2.   | 1º Dezembro        | 29 | 18 | 7  | 8 | 3 | 23 | 15 | +8  |
| 3.   | Belenenses         | 27 | 18 | 6  | 9 | 3 | 22 | 18 | +4  |
| 4.   | Sporting Lisbona B | 26 | 18 | 6  | 8 | 4 | 23 | 23 | 0   |
| 5.   | Académica          | 26 | 18 | 6  | 8 | 4 | 31 | 25 | +6  |
| 6.   | União Santarém     | 24 | 18 | 7  | 3 | 8 | 22 | 22 | 0   |
| 7.   | Caldas             | 23 | 18 | 6  | 5 | 7 | 22 | 28 | -6  |
| 8.   | Covilhã            | 22 | 18 | 6  | 4 | 8 | 21 | 26 | -5  |
| 9.   | Oliveira Hospital  | 16 | 18 | 3  | 7 | 8 | 21 | 26 | -5  |
| 10.  | Lusitânia          | 13 | 18 | 2  | 7 | 9 | 14 | 28 | -14 |

Legenda:
      Ammesso al Gruppo Promozione.
      Ammesso al Gruppo Retrocessione.
Note:
Regolamento:
Tre punti a vittoria, uno a pareggio, zero a sconfitta.
In caso di arrivo di due o più squadre a pari punti, la graduatoria verrà stilata secondo la classifica avulsa tra le squadre interessate che prevede, in ordine, i seguenti criteri:
- Punti negli scontri diretti;
- Differenza reti negli scontri diretti;
- Differenza reti generale;
- Reti realizzate in generale;
- Numero di vittorie;
- Gol fatti.

### Seconda Fase
Nella seconda fase, le 20 squadre verranno divise in un gruppo unico di Promozione da 8 squadre, e due serie Retrocessione, Serie 1, e Serie 2 ognuna da 6 squadre.

#### Gruppo Promozione
Le prime 4 squadre dei due raggruppamenti Nord e Sud vanno a formare un girone unico dove disputano gare di andata e ritorno, al termine delle quali le prime due classificate vengono promosse in Segunda Liga 2025-2026, mentre la terza accede allo spareggio promozione/retrocessione contro la 16ª classificata della Segunda Liga.

##### Classifica
Aggiornata al 19 maggio 2025.
| Pos. | Squadra            | Pt | G  | V | N | P | GF | GS | DR  |
| ---- | ------------------ | -- | -- | - | - | - | -- | -- | --- |
| 1.   | Lourosa            | 30 | 14 | 9 | 3 | 2 | 20 | 13 | +7  |
| 2.   | Sporting Lisbona B | 26 | 14 | 7 | 5 | 2 | 18 | 10 | +8  |
| 3.   | Belenenses         | 22 | 14 | 5 | 7 | 2 | 19 | 13 | +6  |
| 4.   | Varzim             | 21 | 14 | 6 | 3 | 5 | 21 | 14 | +7  |
| 5.   | Fafe               | 14 | 14 | 4 | 2 | 8 | 18 | 23 | -5  |
| 6.   | 1º Dezembro        | 14 | 14 | 4 | 2 | 8 | 13 | 24 | -11 |
| 7.   | Amarante           | 13 | 14 | 3 | 4 | 7 | 14 | 22 | -8  |
| 8.   | Atlético CP        | 13 | 14 | 3 | 4 | 7 | 14 | 18 | -4  |

Legenda:
      Promosso in Segunda Liga 2025-2026.
      Ammesso ai Playoff.

#### Gruppo Retrocessione
Le squadre classificate dal 5º al 10º posto nella prima fase vengono divise in due gruppi da 6, con punti bonus in base al piazzamento, dai 6 alle due 5ª classificate fino ad arrivare ad 1 punto per le 10ª classificate. Al termine di un girone con gare di andata e ritorno, le ultime due squadre di ciascun raggruppamento retrocedono nel Campeonato de Portugal.

##### Serie 1
Aggiornata al 13 maggio 2025.
| Pos. | Squadra         | Pt | G  | V | N | P | GF | GS | DR |
| ---- | --------------- | -- | -- | - | - | - | -- | -- | -- |
| 1.   | Braga B         | 27 | 10 | 5 | 3 | 2 | 13 | 9  | +4 |
| 2.   | Sanjoanense     | 23 | 10 | 6 | 3 | 1 | 18 | 11 | +7 |
| 3.   | Trofense        | 21 | 10 | 4 | 1 | 5 | 10 | 10 | 0  |
| 4.   | São João de Ver | 18 | 10 | 3 | 3 | 4 | 11 | 16 | -5 |
| 5.   | Anadia          | 16 | 10 | 3 | 3 | 4 | 7  | 8  | -1 |
| 6.   | Vilaverdense    | 7  | 10 | 2 | 1 | 7 | 8  | 13 | -5 |

Legenda:
      Retrocesso in Campeonato de Portugal.

##### Serie 2
Aggiornata al 13 maggio 2025.
| Pos. | Squadra           | Pt | G  | V | N | P | GF | GS | DR  |
| ---- | ----------------- | -- | -- | - | - | - | -- | -- | --- |
| 1.   | União Santarém    | 28 | 10 | 6 | 3 | 1 | 14 | 3  | +11 |
| 2.   | Académica         | 27 | 10 | 5 | 3 | 2 | 17 | 13 | +4  |
| 3.   | Caldas            | 18 | 10 | 3 | 3 | 4 | 7  | 13 | -6  |
| 4.   | Covilhã           | 14 | 10 | 2 | 3 | 5 | 8  | 12 | -4  |
| 5.   | Oliveira Hospital | 13 | 10 | 2 | 4 | 4 | 12 | 14 | -2  |
| 6.   | Lusitânia         | 11 | 10 | 2 | 4 | 4 | 11 | 14 | -3  |

Legenda:
      Retrocesso in Campeonato de Portugal.